# Jean-Christophe De Clercq
Pour les articles homonymes, voir De Clercq.

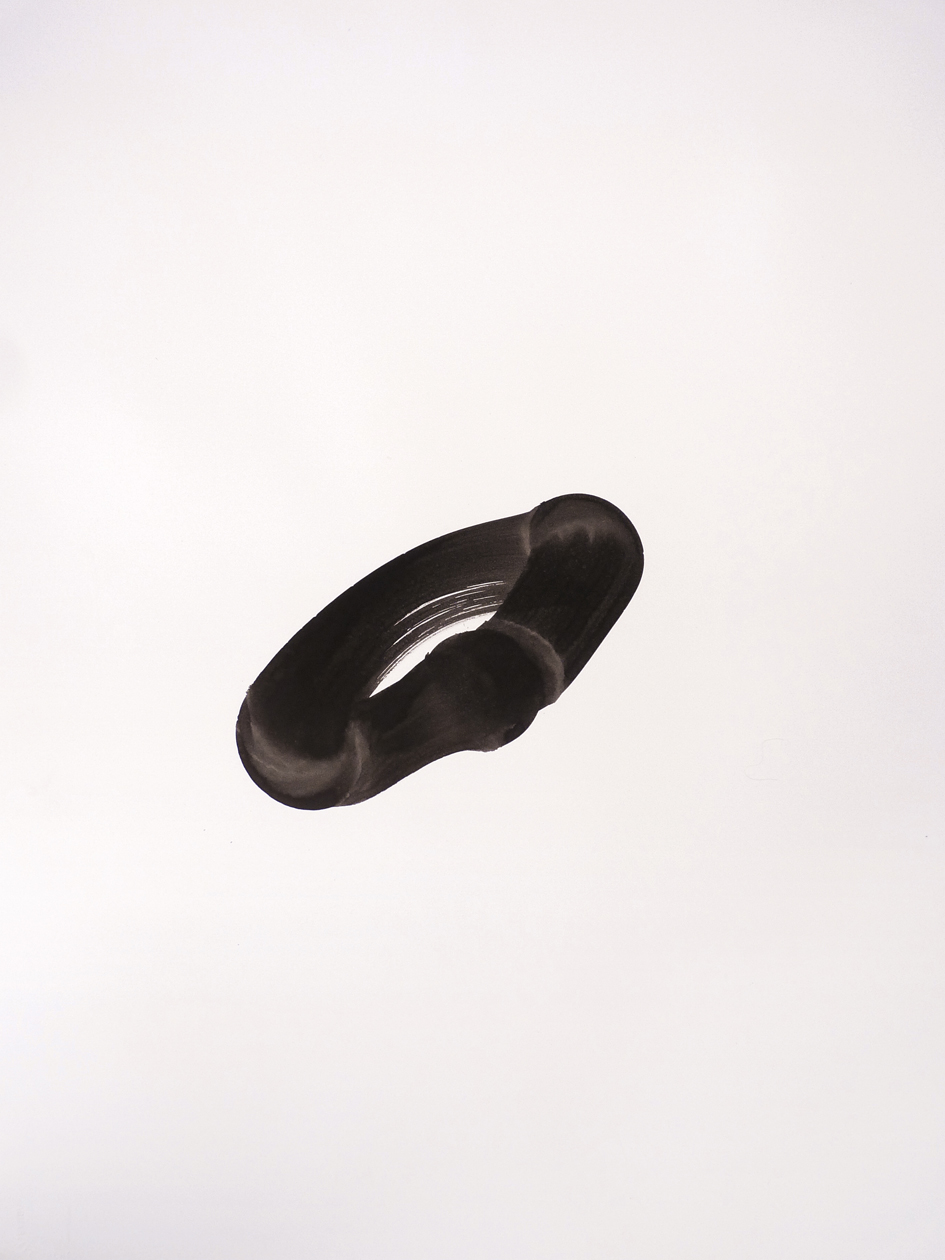
Peinture de Jean-Christophe De Clercq

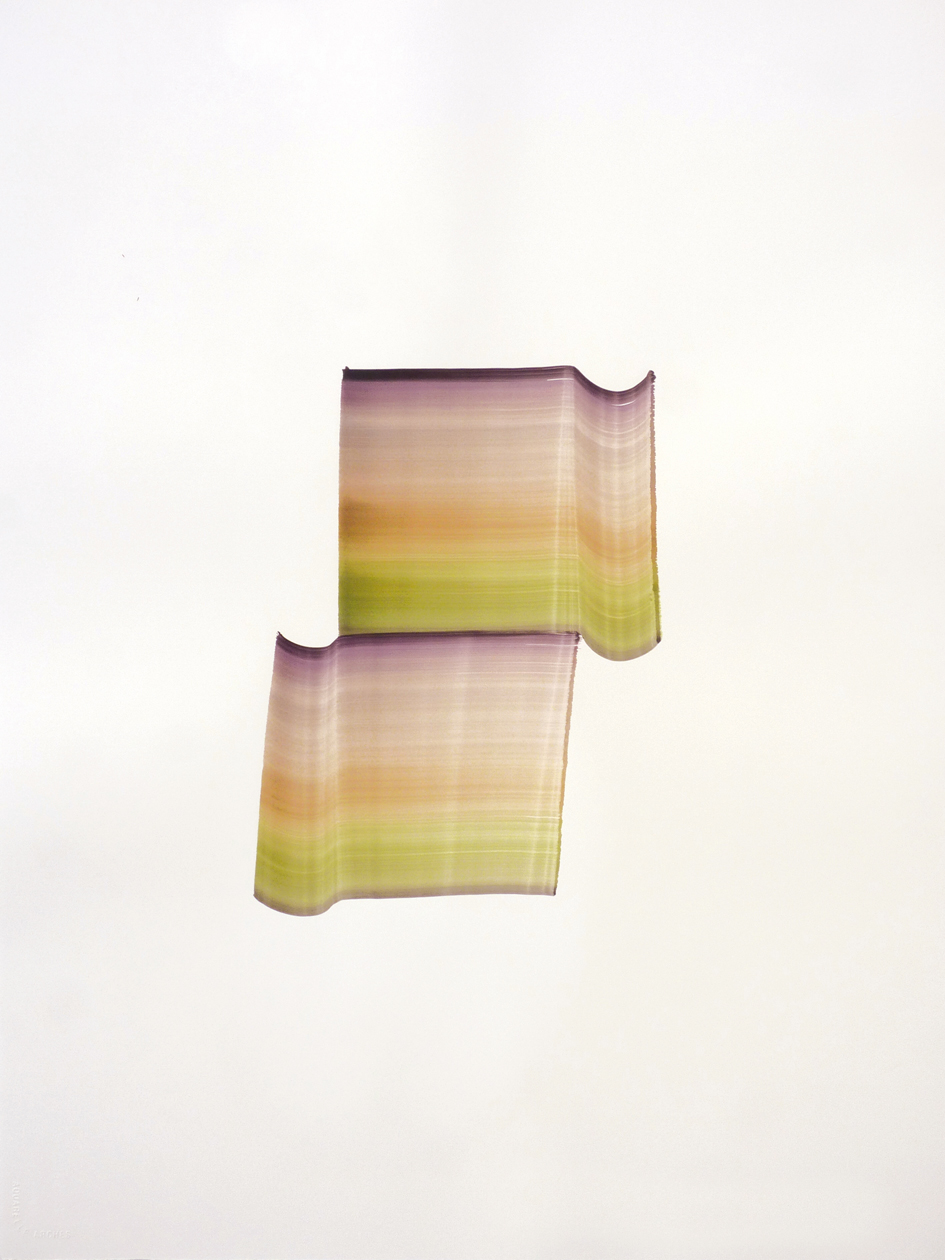
Peinture de Jean-Christophe De Clercq

Jean-Christophe De Clercq, né en 1966 à Issy-les-Moulineaux est un plasticien français (peintre, photographe) qui vit et travaille à Champeix, Auvergne.

## Peinture
Le critique d’art Jacques Henric l'a définie ainsi dans le catalogue de l’exposition de la Galerie Arkos en 2007 : 
« Produire le maximum d’effets avec un minimum de moyens » .
Jean-Christophe De Clercq fut l'élève de l'artiste coréen Ung No Lee.

## Expositions personnelles
- 1988 : Centre culturel Das Haus, Rorschach, Suisse
- 1990 : Galerie Windeg, Herisau, Suisse
- 2001 : Galerie Garde à vue, Clermont-Ferrand
- 2001 : Galerie Lazertis, Zurich
- 2005 : Galerie 14, Paris
- 2005 : Galerie Arkos, Clermont-Ferrand
- 2006 : Galerie Africana, Zurich[2].
- 2006 : Galerie Lazertis, Zurich
- 2007 : Galerie Arkos, Clermont-Ferrand
- 2008 : Établissement thermal du Mont-Dore-Route des villes d'eaux du massif central[3].
- 2009 : Paul Smith, Paris
- 2011 : Salles Jean-Hélion, Centre culturel Nicolas-Pomel, Issoire.
- 2014 : Galerie Arigang. Maison de la Corée, Clermont-Ferrand.
- 2015 : Lycée René-Descartes, en collaboration avec la FRAC Auvergne.
- 2016 : Galerie Louis Gendre, Chamalières[4].
- 2017 : La salle, Clermont-Ferrand.
- 2018 : Domaine royal de Randan, FRAC Auvergne[5].
- 2020-21 : Exposition “Les figures numériques de Jean‐Christophe De Clercq”, Galerie Louis Gendre, Chamalières[6].

## Expositions collectives
- 2002 : FRAC Auvergne, Territoires inoccupés. Clermont-Ferrand[7].
- 2003 : Les mars de l’art contemporain, Saint-Saturnin[8].
- 2003 : Galerie Garde à Vue, Autour d’un rouge. Clermont-Ferrand.
- 2004 : Graphes et Partitions, site expérimental de pratiques artistiques, Rennes. Avec la collaboration du FRAC Bretagne.
- 2006 : Galerie 14, Paris[9].
- 2006 : Galerie Arkos, Tous ensemble. Clermont-Ferrand
- 2008 : Galerie L.J. Beaubourg, Paris[10].
- 2012 : Verein Für Originalgraphik, Zurich[11].
- 2012 : Sangallensia IV- Christian Roellin Gallery, Saint-Gall[12],[13].
- 2013 : FRAC Auvergne (2 février- 12 mai). Clermont-Fd.
- 2015 : Recto Verso (évènement au profit du Secours Populaire), Fondation Louis Vuitton.
- 2015 : Les Tours de lumière, Saint-Saturnin.
- 2015 : Sangallensia VI- Christian Roellin Gallery, Saint-Gall.
- 2015 : Un dessein de dessins. FRAC Auvergne.
- 2016 : Galerie Christian Roellin, Saint-Gall, Suisse.
- 2016 : A quoi tient la beauté des étreintes, FRAC Auvergne.
- 2017 : Matières d'Art, Jardins du château d'Hauterive.

## Collections Publiques
- FRAC Auvergne.
- Direction de la culture, Canton de Saint-Gall, Suisse.